# Sofonisba
Sofonisba (... – Cirta, 203 a.C.) è stata una nobildonna cartaginese, figlia di Asdrubale Giscone e moglie di Siface, re dei Numidi, che avrebbe spinto ad allearsi con i Cartaginesi contro i Romani.

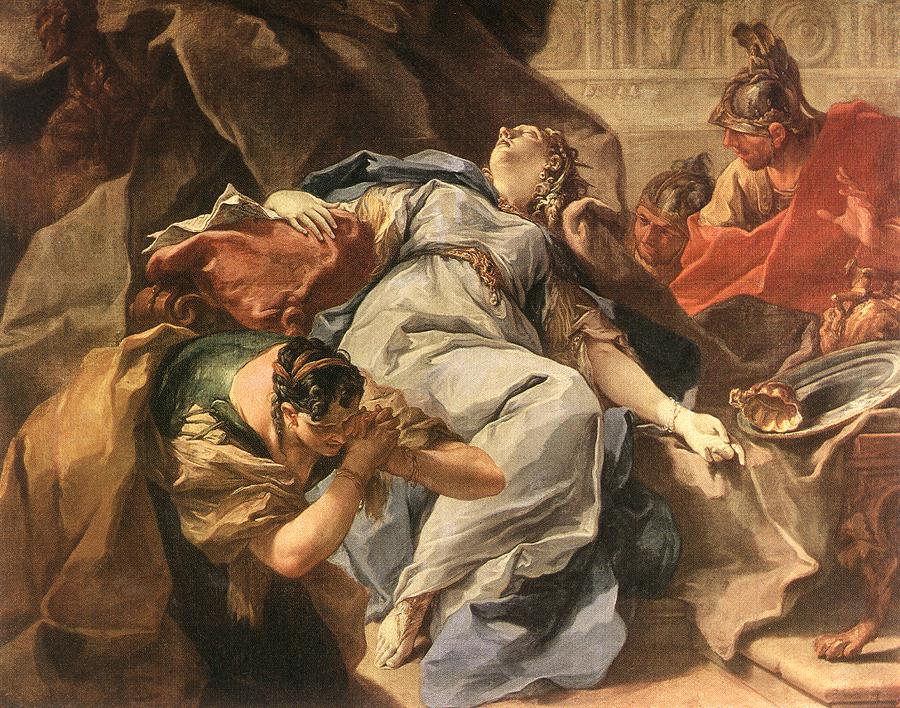
La Morte di Sofonisba di Giambattista Pittoni

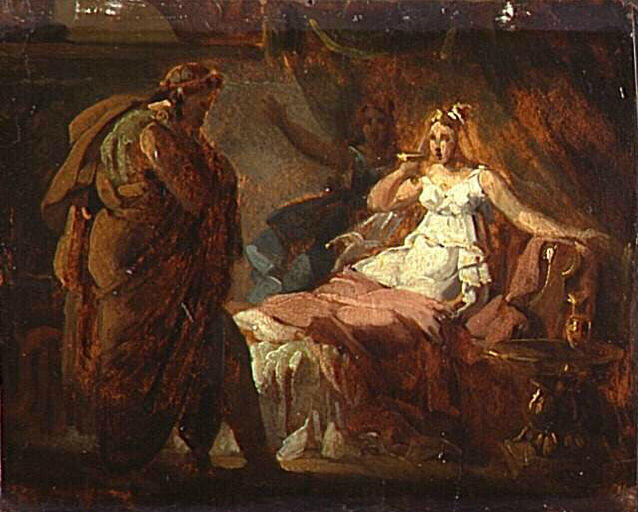
La morte di Sofonisba di Anatole Devosge

Fece molto per mantenere il marito a fianco della patria cartaginese in difficoltà. Fatta prigioniera insieme a lui da Gaio Lelio dopo la sconfitta nella battaglia dei Campi Magni (203 a.C.), Massinissa se ne innamorò e la sposò dopo la sconfitta di Siface. Scipione voleva farla prigioniera, temendo che potesse sobillare il marito contro Roma, per cui Massinissa inviò a sua moglie una tazza di veleno per evitarle l'umiliazione d'andare in catene a Roma. Sofonisba bevve il tragico dono di nozze, preferendo morire piuttosto che vivere come schiava dei Romani.

## La fortuna letteraria
La triste vicenda di Sofonisba ispirò molti scrittori e tragediografi, a cominciare da Francesco Petrarca, che le dedicò alcune pagine dei Trionfi (Tr. Cup., II, 79 ss.) e del poema Africa, ambientato proprio durante la seconda guerra punica (libro V); Giovanni Boccaccio la elogia nel De mulieribus claris (1362) come esempio di virtù.
In epoche successive Sofonisba fu al centro delle omonime tragedie di Gian Giorgio Trissino (1524), dello scrittore francese Jean De Mairet (1634) e di Vittorio Alfieri (1789), che segue solo in parte il modello del Trissino e descrive più drammaticamente la morte dell'eroina in presenza del marito Massinissa e di Scipione.
Altre opere sono:
- Sofonisba, dramma per musica di Francesco Silvani con musica di Antonio Caldara (Venezia 1708);
- La Sofonisba, di Christoph Willibald Gluck (Milano 1744);
- Sofonisba di Niccolò Jommelli (Venezia 1746) – libretto di Antonio Zanetti e Girolamo Zanetti
- Sofonisba di Tommaso Traetta (Mannheim 1762);
- Sofonisba di Antonio Boroni (1764);
- Sofonisba, dramma di Domenico Rossetti con musica di Ferdinando Paër (Torino 1805);
- Cabiria film di Giovanni Pastrone (1914).

## La diffusione iconografica
Di pari passo con il diffondersi delle opere letterarie su Sofonisba, la sua figura appare nei cicli d'affreschi delle ville e dei palazzi italiani ed europei come esempio di virtù muliebre (es. Villa Caldogno a Vicenza affrescata dallo Zelotti nel 1565 c.).

Illustri pittori raffigurano il momento della sua morte in diverse opere artistiche:
- Sofonisba (1495-1505) dipinto di Andrea Mantegna;
- Sofonisba di Gian Giorgio Trissino (1524);
- Sofonisba di Giovanni Francesco Caroto (15??);
- Sofonisba riceve la coppa avvelenata di Rembrandt (1634);
- Sofonisba di Nicolas Régnier, noto come Niccolò Renieri.
- Sofonisba riceve il veleno di Mattia Preti (1670);
- La Morte di Sofonisba di Giambattista Pittoni (1716-1720);
- Sofonisba riceve il veleno dal servo di Masinissa di Giovanni Antonio Pellegrini (1727);
- Sofonisba si avvelena di Andrea Casali (1736).
- Sofonisba riceve il veleno inviatole da Massinissa di Gaspare Diziani (1745).